# Gyromite
Gyromite, chiamato Robot Gyro o più semplicemente Gyro (ジャイロ?, Jairo) in Giappone, è un videogioco sviluppato da Nintendo e pubblicato per Nintendo Entertainment System nel 1985. Ibrido tra un platform e videogioco rompicapo, è il secondo ed ultimo titolo della serie Robot, ideata per l'utilizzo di R.O.B.. Seguito di Stack-Up, distribuito nello stesso anno, fa parte dei titoli di lancio della console negli Stati Uniti d'America.
Gyromite può essere giocato liberamente senza R.O.B., cosa che con Stack-Up non è possibile. Il gioco era solitamente venduto insieme a R.O.B., mentre un'edizione limitata dalla confezione più grossa venne distribuita, contenente il gioco e gli accessori per R.O.B. per giocarci: 2 guanti per R.O.B., 2 giroscopi, 2 vassoi, uno rosso e uno blu (con leve per spingere i pulsanti sul joypad secondo quando un giroscopio è appoggiato sul vassoio), 1 motore (per accelerare i giroscopi), e 2 vassoi neri (per depositare i giroscopi quando non utilizzati). Questa edizione oggi è una delle più rare nella libreria NES.
Le copie del gioco distribuite in occidente non erano dotate di nessuna modifica alla programmazione del gioco; per questo motivo, nonostante la commercializzazione sotto il nome Gyromite, la schermata del titolo riporta il nome giapponese Robot Gyro. Tuttavia le cartucce erano state dotate di un circuito che adattava la cartuccia per l'uso sul NES, in questo modo potevano essere comunque usate sulle console occidentali. Tale circuito è stato spesso rimosso ed adattato ad altre schede di giochi del Famicom, per renderle giocabili sul NES.

## Trama
Il professor Hector e il suo assistente, il professor Vector, avanzano attraverso livelli a scorrimento laterale con l'aiuto della loro creazione, R.O.B.. Le loro vite sono minacciate da candelotti di dinamite e piccole creature affamate simili ad uccelli chiamate "Smick", e il sonnambulismo di Hector contribuisce a metterli nei guai.

## Modalità di gioco

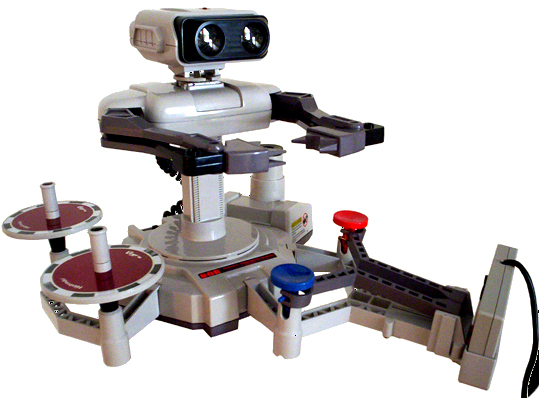
R.O.B. con gli accessori per giocare a Gyromite

Hector e Vector per avanzare hanno bisogno dell'aiuto di R.O.B., che deve sollevare o abbassare i cancelli per permettergli di proseguire. I due scienziati non possono saltare, ma possono sfruttare il movimento dei cancelli per passare ad una piattaforma superiore, qualora non sia possibile arrampicarsi su delle catene sparpagliate per il livello.

### Game A
In questa modalità (disponibile per uno o due giocatori) il giocatore controlla sia R.O.B. che uno dei professori. Hector (giocatore 1) e Vector (giocatore 2) devono raccogliere tutti i candelotti di dinamite sparsi per l'area nel minor tempo possibile. Premendo il tasto Start si può inviare a R.O.B. un comando premendo successivamente uno dei tasti direzionali. Ogni azione richiede la pressione del tasto Start prima. Per aprire i cancelli R.O.B. deve lasciar andare i giroscopi sul vassoio del colore del cancello che si desidera aprire. Gli Smick possono essere distratti piazzando delle piante a terra, che mangeranno ignorando il professore. Con il giusto tempismo possono essere schiacciati con i cancelli, mossa che farà guadagnare al giocatore 500 punti. Altri 100 si otterranno per ogni candelotto di dinamite raccolto.

### Game B
In questa modalità il professor Hector è colpito da sonnambulismo, e cammina autonomamente verso destra. Il giocatore controlla direttamente R.O.B., e deve sollevare o abbassare i cancelli per far giungere il professore dall'altra parte senza che urti una parete o tocchi un nemico.

### Test
Serve solo per verificare se R.O.B. può ricevere i segnali dal televisore. Se il LED sulla sua testa si accende, significa che riceve correttamente.

### Direct
Questa è una modalità "pratica", in cui imparare i comandi che R.O.B. può ricevere e come impartirli.